# Hans van Sweeden
Hans van Sweeden (8 mars 1939 - 12 avril 1963) est un compositeur, poète, acteur et danseur néerlandais.
Il est l'objet du film documentaire Hans, het leven voor de dood, sorti en 1983.